# Catedral de San Carlos Borromeo (São Carlos)
La Catedral de San Carlos Borromeo o simplemente Catedral de San Carlos  (en portugués: Catedral São Carlos Borromeu) es un templo católico que se encuentra en Plaza de Don José Marcondes Homem de Melo, en São Carlos (SP) en el país sudamericano de Brasil. Posee una cúpula de más de 70 metros de altura y 30 metros de diámetro, que es una réplica arquitectónica de la de la basílica de San Pedro en la Ciudad del Vaticano.
La catedral se construyó en el lugar donde se erigió la primera capilla, entre las calles Conde do Pinhal y Trece de Mayo, en la zona central. El proyecto es del profesor Ernfried Frick y cuenta con vitrales de Helmar, los altares son de mármol de Carrara y la Vía Sacra fue ejecutada por el artista de San Carlos "Almira Ragonesi Bruno". La imagen de San Carlos Borromeo que data de la fundación de la ciudad, con la cabeza y las manos talladas en madera, se encuentra en la catedral.
Con la creación de la Diócesis de San Carlos, el 7 de junio de 1908, la iglesia de San Carlos fue elevada a la categoría de catedral.

## Véase también

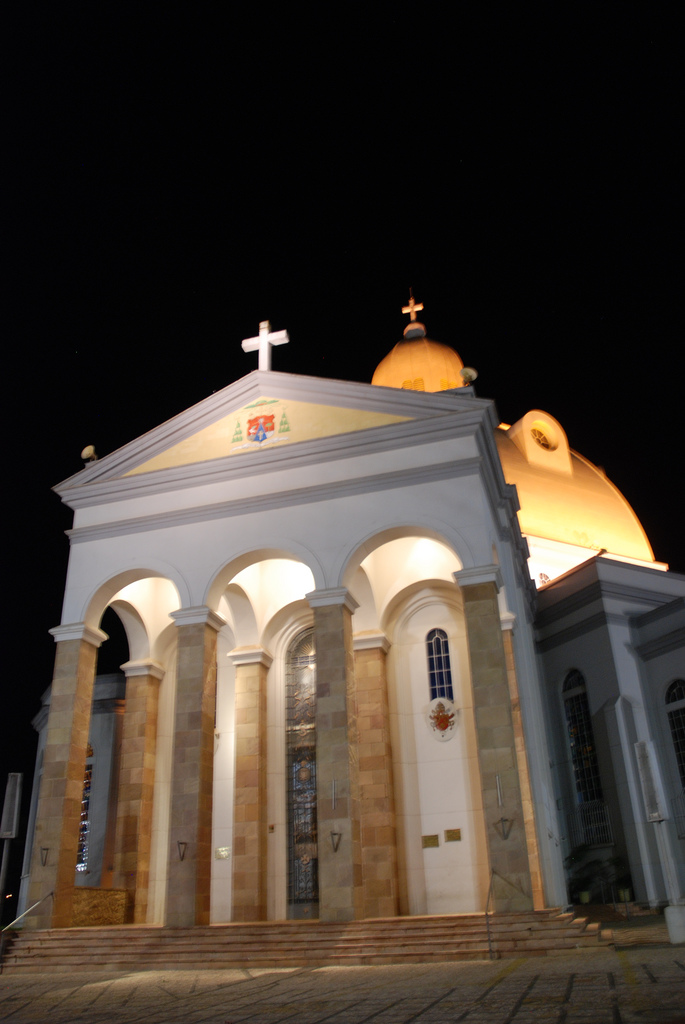
Vista de la fachada